# 2017-es MTV Europe Music Awards
A 2017-es MTV Europe Music Awards (röviden MTV EMA) november 12-én került megrendezésre a Wembley Arénában, Londonban. A díjátadót Rita Ora vezette. Ez volt a hatodik alkalom, hogy a díjátadónak az Egyesült Királyság adott otthont, illetve a hatodik alkalommal London volt a rendező város. A jelöltek listáját október 4-én hozták nyilvánosságra. Taylor Swift kapta a legtöbb (hat) jelölést.

## Szavazási eljárás
| Kategória                      | Szavazás                        | Kezdés Dátuma | Befejezés Dátuma |
| ------------------------------ | ------------------------------- | ------------- | ---------------- |
| Legnagyobb Rajongók            | Közösségi Média (részletek N/A) | N/A           | N/A              |
| Legjobb Imidzs                 | Közösségi Média (részletek N/A) | N/A           | N/A              |
| Legjobb Helyi Előadó, 1. Fázis | Twitter Hashtag                 | 26 Szeptember | Október 2        |
| Legjobb Helyi Előadó, 2. Fázis | Webhely/Alkalmazás              | 4 Október     | November 11      |
| Az összes többi                | Webhely/Alkalmazás              | 4 Október     | November 11      |

## Jelölések
A jelöléseket 2017. október 4-én jelentették be.

### Legjobb dal
Shawn Mendes – "There's Nothing Holdin' Me Back"
- Clean Bandit (feat Sean Paul and Anne-Marie) – "Rockabye"
- DJ Khaled (feat Rihanna and Bryson Tiller) – "Wild Thoughts"
- Ed Sheeran – "Shape of You"
- Luis Fonsi (feat Daddy Yankee and Justin Bieber) – "Despacito (Remix)"

### Legjobb videó
Kendrick Lamar – "Humble"
- Foo Fighters – "Run"
- Katy Perry (feat Migos) – "Bon Appétit"
- Kyle (feat Lil Yachty) – "iSpy"
- Taylor Swift – "Look What You Made Me Do"

### Legjobb új előadó
Dua Lipa
- Julia Michaels
- Khalid
- Kyle
- Rag'n'Bone Man

### Legjobb pop előadó
Camila Cabello
- Demi Lovato
- Miley Cyrus
- Shawn Mendes
- Taylor Swift

### Legjobb elektronikus előadó
David Guetta
- Calvin Harris
- Major Lazer
- Martin Garrix
- The Chainsmokers

### Legjobb rock
Coldplay
- Royal Blood
- Foo Fighters
- The Killers
- U2

### Legjobb alternatív
Thirty Seconds to Mars
- Imagine Dragons
- Lana Del Rey
- Lorde
- The xx

### Legjobb hiphop
Eminem
- Drake
- Future
- Kendrick Lamar
- Post Malone

### Legjobb élő előadás
Ed Sheeran
- Bruno Mars
- Coldplay
- Eminem
- U2

### Legjobb színpadi fellépés
The Chainsmokers
- DNCE
- Foo Fighters
- Kings of Leon
- Steve Aoki
- Tomorrowland 2017

### Legjobb Push előadó
Hailee Steinfeld
- Jon Bellion
- Julia Michaels
- Kacy Hill
- Khalid
- Kyle
- Noah Cyrus
- Petite Meller
- Rag'n'Bone Man
- SZA
- The Head and the Heart

### Legnagyobb Rajongók
Shawn Mendes
- Ariana Grande
- Justin Bieber
- Katy Perry
- Taylor Swift

### Legjobb Megjelenés
Zayn Malik
- Dua Lipa
- Harry Styles
- Rita Ora
- Taylor Swift

### Power of Music Award
- Rita Ora

### Globális Ikon
- U2

## Regionális jelölések

### Európa
Legjobb brit előadó
Louis Tomlinson
- Dua Lipa
- Ed Sheeran
- Little Mix
- Stormzy

Legjobb dán előadó
Martin Jensen
- Christopher
- Kesi
- Lukas Graham
- MØ

Legjobb finn előadó
Alma
- Evelina
- Haloo Helsinki!
- Mikael Gabriel
- Robin

Legjobb norvég előadó
Alan Walker
- Astrid S
- Gabrielle
- Kygo
- Seeb

Legjobb svéd előadó
Axwell and Ingrosso
- Galantis
- Tove Lo
- Vigiland
- Zara Larsson

Legjobb német előadó
Wincent Weiss
- Alle Farben
- Cro
- Mark Forster
- Marteria

Legjobb holland előadó
Lil Kleine
- Boef
- Chef'Special
- Lucas & Steve
- Roxeanne Hazes

Legjobb belga előadó
Loïc Nottet
- Bazart
- Coely
- Lost Frequencies
- Oscar & The Wolf

Legjobb svájci előadó
Mimiks
- Lo & Leduc
- Pegasus
- Xen
- Züri West

Legjobb francia előadó
Amir
- Soprano
- MHD
- Petit Biscuit
- Feder

Legjobb olasz előadó
Ermal Meta
- Fabri Fibra
- Francesco Gabbani
- Thegiornalisti
- Tiziano Ferro

Legjobb spanyol előadó
Miguel Bosé
- C. Tangana
- Kase O
- Lori Meyers
- Viva Suecia

Legjobb portugál előadó
Overule
- HMB
- Mickael Carreira
- Miguel Araújo
- Virgul

Legjobb lengyel előadó
Dawid Kwiatkowski
- Bednarek
- Margaret
- Monika Lewczuk
- Natalia Nykiel

Legjobb orosz előadó
Ivan Dorn
- Elena Temnikova
- Grebz
- Yolka
- Husky

Legjobb adriai előadó
Nicim Izazvan
- Koala Voice
- Marin Jurić – Čivro
- Nina Kraljić
- Sara Jo

Legjobb magyar előadó
Rúzsa Magdi
- Freddie
- Tóth Gabi
- Pápai Joci
- Kowalsky meg a Vega

Legjobb izraeli előadó
Noa Kirel
- Ania Bukstein
- Nechi Nech
- Static & Ben El
- Stephane Le Gar

### Afrika
Legjobb afrikai előadó
Davido
- Babes Wodumo
- C4 Pedro
- Nasty C
- Nyashinski
- WizKid

### Ázsia
Legjobb indiai előadó
Hard Kaur
- Yatharth
- Nucleya
- Parekh & Singh
- Raja Kumari

Legjobb japán előadó
Babymetal
- KOHH
- Kyary Pamyu Pamyu
- Rekishi
- Wednesday Campanella

Legjobb koreai előadó
GFriend
- Highlight
- Mamamoo
- Seventeen
- Wanna One

Legjobb délkelet-ázsiai előadó
James Reid
- Faizal Tahir
- Dam Vinh Hung
- Isyana Sarasvati
- Slot Machine
- The Sam Willows
- Palitchoke Ayanaputra

Legjobb kínai előadó
Huo Zun
- Bii
- He Jie
- Pakho Chau
- Wang Sulong

### Ausztrália & Új-Zéland
Legjobb ausztrál előadó
Jessica Mauboy
- Pnau
- Illy
- Meg Mac
- Vera Blue

Legjobb új-zélandi előadó
Tapz
- David Dallas
- Lorde
- Maala
- Stan Walker

### Amerika
Legjobb brazil előadó
Anitta
- Alok
- Nego do Borel
- Karol Conka
- Projota

Legjobb latin-amerikai (Észak) előadó
Mon Laferte
- Café Tacuba
- Caloncho
- Natalia Lafourcade
- Sofia Reyes

Legjobb latin-amerikai (közép) előadó
J Balvin
- Maluma
- Morat
- Piso 21
- Sebastián Yatra

Legjobb latin-amerikai (dél) előadó
Lali
- Airbag
- Carajo
- Indios
- Oriana

Legjobb kanadai előadó
Shawn Mendes
- Alessia Cara
- Drake
- Justin Bieber
- The Weeknd

Legjobb amerikai előadó
Fifth Harmony
- DJ Khaled
- Kendrick Lamar
- Bruno Mars
- Taylor Swift

## Előadások

### Elő-show
| Előadó(k)    | Dal(ok)      |
| Elő-show     | Elő-show     |
| ------------ | ------------ |
| Stefflon Don | "Hurtin' Me" |

### Fő műsor
| Előadó(k)      | Közreműködik                           | Dal(ok)                                 |
| -------------- | -------------------------------------- | --------------------------------------- |
| Eminem         | Skylar Grey                            | "Walk on Water"                         |
| Liam Payne     | Liam Payne                             | "Strip That Down"                       |
| Camila Cabello | Camila Cabello                         | "Havana"                                |
| Demi Lovato    | Demi Lovato                            | "Sorry Not Sorry" "Tell Me You Love Me" |
| Stormzy        | Stormzy                                | "Big for Your Boots"                    |
| Rita Ora       | Rita Ora                               | "Your Song" "Anywhere"                  |
| Shawn Mendes   | Shawn Mendes                           | "There's Nothing Holdin' Me Back"       |
| Clean Bandit   | Zara Larsson Julia Michaels Anne-Marie | "Symphony" "I Miss You" "Rockabye"      |
| U2             | U2                                     | "Get Out of Your Own Way"               |
| French Montana | Swae Lee                               | "Unforgettable"                         |
| Travis Scott   | Travis Scott                           | "Butterfly Effect"                      |
| The Killers    | The Killers                            | "The Man"                               |
| Kesha          | Kesha                                  | "Learn to Let Go"                       |
| David Guetta   | Charli XCX French Montana              | "Dirty Sexy Money"                      |

## Díjátadók
- Natalie Dormer és Paul Pogba – Legjobb Dal
- Prophets of Rage – Legjobb Hip-Hop
- Skylar Grey és Hailey Baldwin – Legjobb Videó
- James Bay és Nathalie Emmanuel – Legjobb Alternatív
- Sabrina Carpenter és Daya – Legjobb Pop
- Madison Beer és Dele Alli – Legjobb Előadó
- Jared Leto – Globális Ikon